# Hamura
Hamura (羽村市, Hamura-shi) és una ciutat i municipi de Tòquio, a la regió de Kanto, Japó. Hamura forma part de l'àrea metropolitana de Tòquio o gran Tòquio i és, principalment, una ciutat dormitori tot i que també té indústria, destacant les plantes de Toyota i Hino al municipi.

## Geografia
La ciutat de Hamura es troba aproximadament al centre-oest de Tòquio i, en concret, a la regió del Tòquio Occidental o Nishi Tama. Geogràficament, Hamura es troba a l'altiplà de Musashino i flanquejat durant 50 quilòmetres pel riu Tama. El terme municipal de Hamura limita amb els d'Ōme al nord i a l'oest, Fussa i Akiruno al sud i amb Mizuho a l'est.

### Clima
Hamura té, segons la classificació climàtica de Köppen, un clima subtropical humit, caracteritzat pels estius càlids i els hiverns freds, amb lleugeres o inexistents nevades. La temperatura mitjana anual a Hamura és de 13,4 graus. La mitjana anual de precipitacions és de 1.998 mil·límetres, sent setembre el mes amb més humitat. La temperatura mitjana més alta és a l'agost amb vora 25,0 graus i la més baixa és al gener amb 1,7 graus.

## Història
L'àrea on actualment es troba la moderna ciutat de Hamura ha estat habitada des del Paleolític japonès ençà, a més d'haver-se trobat nombroses troballes dels períodes Jomon, Yayoi i Kofun. Des del període Nara fins a l'era Meiji, el territori va formar part de l'antiga província de Musashi. El Tamagawa Jôsui, un sistema de canalització inaugurat en 1653 i que duia aigua del riu Tama fins a Edo, té el seu inici a l'àrea que actualment forma part del municipi modern de Hamura.
Després de la reforma administrativa de l'era Meiji, a l'1 d'abril de 1889 alguns pobles, entre els quals els trobava un anomenat Hane-mura, es van unir per constituir el poble de Nishitama al districte de Nishitama, aleshores part de la prefectura de Kanagawa. L'1 d'abril de 1893 el districte sencer va ser transferit a l'antiga prefectura de Tòquio. El 1956 el poble de Nishitama passa a ser la vila de Hamura. L'1 de novembre de 1991 Hamura va ser ascendida a l'estatus de ciutat.

## Administració

### Alcaldes
- Tokutarō Inoue (1991-2001)
- Shin Namiki (2001-2021)
- Hirotaka Hashimoto (2021-present)

## Demografia
| 1920   | 1930   | 1940   | 1950   | 1960   | 1970   | 1980   |
| ------ | ------ | ------ | ------ | ------ | ------ | ------ |
| 5.113  | 5.800  | 5.878  | 8.373  | 11.003 | 22.783 | 42.017 |
| 1990   | 2000   | 2010   | 2020   | 2030   | 2040   | 2050   |
| 52.103 | 56.013 | 57.046 | 53.970 | -      | -      | -      |

## Transport

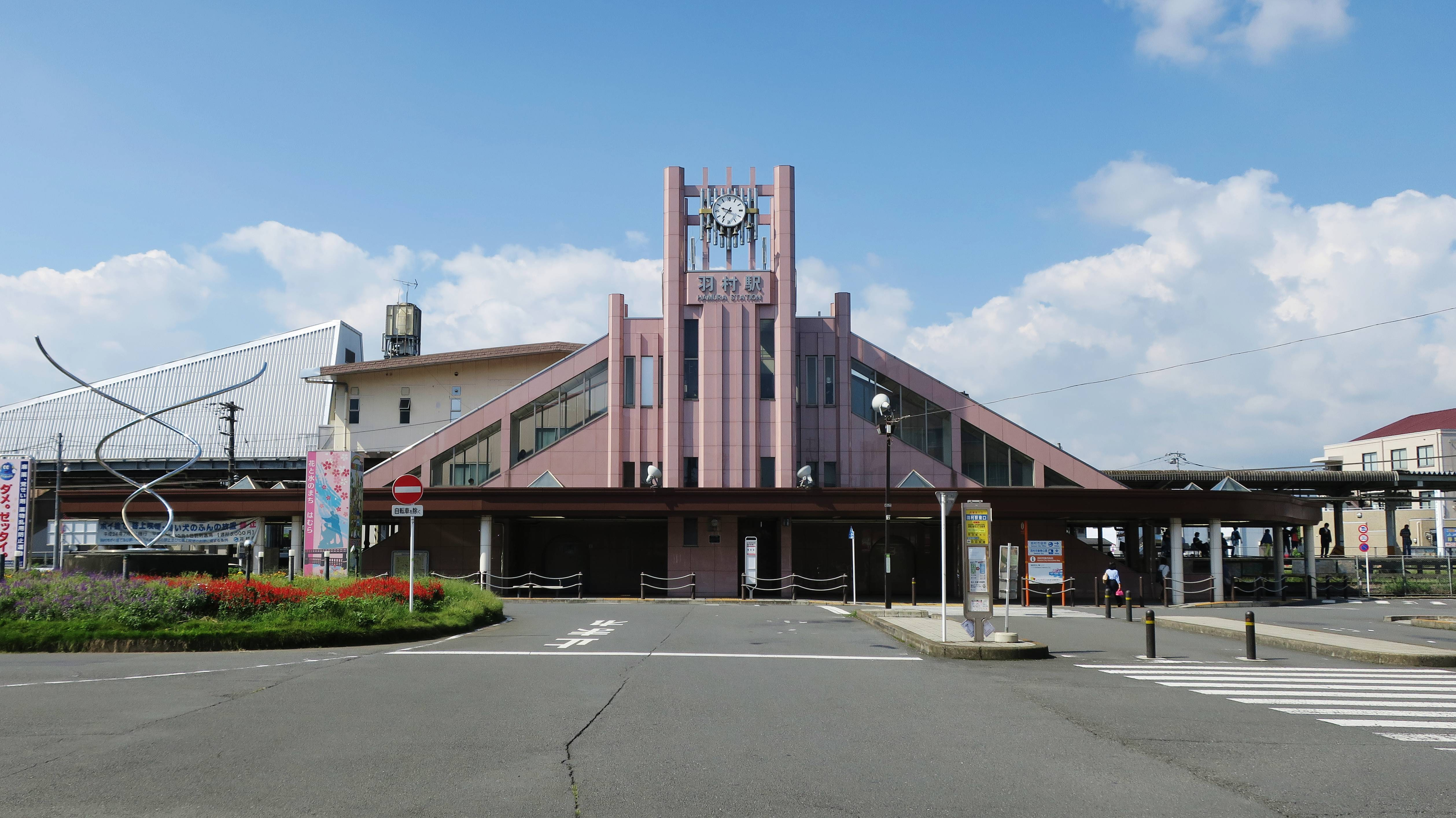
Estació de Hamura

### Ferrocarril
- Companyia de Ferrocarrils del Japó Oriental (JR East)
  - Hamura - Ozaku

### Carretera
- Autopista Ken-Ō (Autopista Central Metropolitana)
- Nacional 16

## Agermanaments
- Hokuto, prefectura de Yamanashi, Japó. (1996)

## Ciutadans il·lustres
- Shinji Jojo, futboliste.